# Resolutie 970 Veiligheidsraad Verenigde Naties
Resolutie 970 van de Veiligheidsraad van de Verenigde Naties werd aangenomen op 12 januari 1995, als eerste resolutie van dat jaar. 
De Veiligheidsraad schortte de sancties tegen Servië en Montenegro honderd dagen op, omdat dat land zoals gevraagd was zijn grens met Bosnië en Herzegovina had gesloten. Op Rusland na, dat zich onthield, stemden alle leden van de Veiligheidsraad voor de resolutie. 

## Achtergrond
In 1980 overleed de Joegoslavische leider Tito, die decennialang de bindende kracht was geweest tussen de zes deelstaten van het land. Na zijn dood kende het nationalisme een sterke opmars, en in 1991 verklaarden verschillende deelstaten zich onafhankelijk. Zo ook Bosnië en Herzegovina, waar in 1992 een burgeroorlog ontstond tussen de Bosniakken, Kroaten en Serviërs. Deze oorlog, waarbij etnische zuiveringen plaatsvonden, ging door totdat er in 1995 vrede werd gesloten.

## Inhoud

### Waarnemingen
De Veiligheidsraad verwelkomde de maatregelen die Servië en Montenegro nam om diens grens met Bosnië en Herzegovina effectief te sluiten. Het was van belang dat die grens dicht bleef en dat schendingen daarvan bestraft werden.

### Handelingen
De Veiligheidsraad besloot de beperkingen en maatregelen vernoemd in resolutie 943 voor honderd dagen op te schorten. Handel met gebieden in Kroatië die onder bescherming van de VN stonden en de delen van Bosnië en Herzegovina onder Bosnisch-Servische controle kon enkel met goedkeuring van het betreffende land. Secretaris-generaal Boutros Boutros-Ghali werd gevraagd elke maand te rapporteren of Servië en Montenegro de grens effectief gesloten hield. Mocht dat niet het geval zijn, dan zouden de opgeschorte maatregelen binnen een termijn van vijf dagen opnieuw van kracht worden.

## Verwante resoluties
- Resolutie 959 Veiligheidsraad Verenigde Naties (1994)
- Resolutie 967 Veiligheidsraad Verenigde Naties (1994)
- Resolutie 981 Veiligheidsraad Verenigde Naties
- Resolutie 982 Veiligheidsraad Verenigde Naties

Lijst ·  970 ·  971 ·  972 ·  973 ·  974 ·  975 ·  976 ·  977 ·  978 ·  979 ·  980 ·  981 ·  982 ·  983 ·  984 ·  985 ·  986 ·  987 ·  988 ·  989 ·  990 ·  991 ·  992 ·  993 ·  994 ·  995 ·  996 ·  997 ·  998 ·  999 ·  1000 ·  1001 ·  1002 ·  1003 ·  1004 ·  1005 ·  1006 ·  1007 ·  1008 ·  1009 ·  1010 ·  1011 ·  1012 ·  1013 ·  1014 ·  1015 ·  1016 ·  1017 ·  1018 ·  1019 ·  1020 ·  1021 ·  1022 ·  1023 ·  1024 ·  1025 ·  1026 ·  1027 ·  1028 ·  1029 ·  1030 ·  1031 ·  1032 ·  1033 ·  1034 ·  1035